# Кан Бьон Чхан
Кан Бьон Чхан (кор. 강병찬 / 姜炳賛; нар. 15 квітня 1951 — пом. 13 травня 2002) — південнокорейський футболіст та тренер, виступав на позиції захисника.

## Клубна кар'єра
Навчався в Університет Йонсі, з 1970 по 1973 рік грав за футбольну команду навчального закладу. У 1974 році перейшов до клубу «Коммершиал Банк», в якому виступав до 1977 року.

## Кар'єра в збірній
У футболці національної збірної Південної Кореї дебютував 1974 року. У футболці національної команди зіграв 22 матчі, в яких відзначився 1 голом. Востаннє футболку збірної одягав 1977 року.

## Кар'єра тренера
По завершенні кар'єри розпочав тренерську діяльність. У 1987 році допомагав тренувати збірну Південної Кореї. Того ж року очолив клуб «Коммершиал Банк».
З кінця 2000 року по травень 2002 року головним тренером національної збірної Бутану. На початку 2001 року, після того як у корейського фахівця діагностики раку, повернувся додому та боровся із хворобою, але помер у травні 2002 року. 
Наступного місяця, 30 червня 2002 року, в останній день чемпіонату світу 2002 року в оновленому рейтингу національних збірних від ФІФА збірна Бутану посіла передостаннє місце. Бутанці здобули перемогу над Монтсерратом з рахунком 4:0, яка посіла останнє місце у вище вказаному рейтингу. Поєдинок отримав назву «Інший фінал» й припав на 49-й день народження Кан Бьон Чхана.